# Global Warming (album de Pitbull)
Albums de Pitbull
Original Hits
(2011) International Takeover
(2013)
Singles
1. Back in Time
Sortie : 26 mars 2012
2. Get It Started
Sortie : 25 juin 2012
3. Don't Stop the Party
Sortie : 25 septembre 2012
4. Feel This Moment
Sortie : 18 janvier 2013
5. Outta Nowhere
Sortie : 28 mai 2013

Global Warming est le septième album studio de Pitbull, sorti le 16 novembre 2012.
L'album s'est classé 1er au Top Rap Albums, 11e au Top Digital Albums et 14e au Billboard 200.
Il a été réédité en 2013, avec cinq pistes supplémentaires, sous le titre Global Warming: Meltdown.

## Liste des titres
| No  | Titre                                                  | Durée |
| --- | ------------------------------------------------------ | ----- |
| 1.  | Global Warming                                         | 1:25  |
| 2.  | Don't Stop the Party (feat. TJR)                       | 3:26  |
| 3.  | Feel This Moment (feat. Christina Aguilera)            | 3:49  |
| 4.  | Back in Time                                           | 3:27  |
| 5.  | Hope We Meet Again (feat. Chris Brown)                 | 3:41  |
| 6.  | Party Ain't Over (feat. Usher & Afrojack)              | 4:03  |
| 7.  | Drinks for You (Ladies Anthem) (feat. Jennifer Lopez)  | 3:16  |
| 8.  | Have Some Fun (feat. The Wanted, Afrojack & DJ Buddha) | 4:04  |
| 9.  | Outta Nowhere (feat. Danny Mercer)                     | 3:26  |
| 10. | Tchu Tchu Tcha (feat. Enrique Iglesias)                | 3:25  |
| 11. | Last Night (feat. Havana Brown & Afrojack)             | 3:39  |
| 12. | I'm Off That (Produit par RL Grime et Pitbull)         | 3:17  |

| 13. | Echa Pa'lla (Manos Pa'rriba) (featuring Papayo – Produit par Salto, Todorov et DJ Buddha) | 3:16 |
| 14. | Everybody Fucks (featuring Akon et David Rush – Produit par Salto, Todorov et DJ Buddha)  | 4:17 |
| 15. | Get It Started (featuring Shakira – Produit par Samson, Kinchen, DVLP et DJ Buddha)       | 4:05 |
| 16. | 11:59 (featuring Vein – Produit par Vein)                                                 | 3:37 |

| 1. | Rain Over Me (featuring Marc Anthony – Produit par RedOne, David Rush, Jimmy Joker)                      |                                       | 3:52 |
| 2. | International Love (featuring Chris Brown – Produit par Soulshock & Biker et Sean Hurley)                |                                       | 3:49 |
| 3. | Hotel Room Service (Produit par Jim Jonsin)                                                              | Push the Feeling On des Nightcrawlers | 3:59 |
| 4. | Give Me Everything (featuring Ne-Yo, Afrojack et Nayer – Produit par Afrojack)                           |                                       | 4:16 |
| 5. | Hey Baby (Drop It to the Floor) (featuring T-Pain – Produit par Sandy Vee)                               |                                       | 3:56 |
| 6. | DJ Got Us Fallin' in Love (Interprété par Usher featuring Pitbull – Produit par Max Martin et Shellback) |                                       | 3:42 |
| 7. | Dance Again (Interprété par Jennifer Lopez featuring Pitbull – Produit par RedOne)                       | Funky Vodka de TJR                    | 3:57 |

| 13. | Timber (feat. Ke$ha)                          |  |
| 14. | That High (feat. Kelly Rowland)               |  |
| 15. | Do It (feat. Mayer Hawthorne)                 |  |
| 16. | Sun in California (feat. Mohombi et PLAYB4CK) |  |
| 17. | All The Things (feat. Inna)                   |  |